# Kalendarium historii Gwinei Równikowej
Kalendarium historii Gwinei Równikowej

## Czasy nowożytne

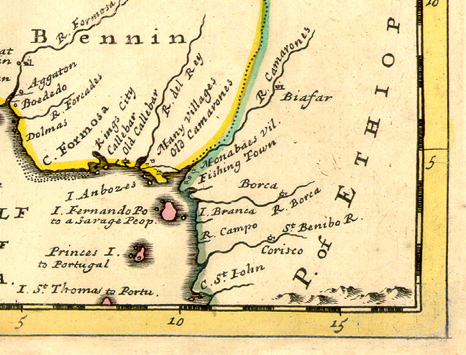
Mapa z 1729 roku przedstawiająca obecną Gwineę Równikową, wschodnią Nigerię i Kamerun

- 1471 – portugalski żeglarz Fernão do Pó odkrył wyspę Bioko[1].
- 1474 – Portugalczycy rozpoczęli kolonizowanie wysp Bioko i Annobón. Wkrótce potem wyspa Bioko zmieniła nazwę na Fernardo Po[1][2].
- 1592 – Portugalczycy rozpoczęli kolonizowanie ziem należących obecnie do Gwinei Równikowej[1].
- 1778 – Portugalia przekazała Hiszpanii wyspy Fernardo Po i Annobón[1].
- 1827-58 – Brytyjczycy za zgodą Hiszpanii zajęły Bioko[1].
- 1858 – Carlos Chacon wprowadził nakaz przejścia mieszkańców kolonii na katolicyzm[2].
- 1879 – na Fernardo Po rozpoczęto zsyłać niewygodnych dla Hiszpan mieszkańców Kuby[2].
- 1898 – plemię Bubi przeprowadziło powstanie przeciwko przymusowej pracy na plantacjach należących do Europejczyków[2].
- 1900 – w wyniku układu paryskiego Hiszpanie uzyskali całkowitą kontrolę na terenach obecnej Gwinei Równikowej[2].
- 1906 – plemię Bubi przeprowadziło drugie powstanie przeciwko przymusowej pracy na plantacjach należących do Europejczyków[2].
- lata 30. XX w. – pojawiły się pierwsze wystąpienia niepodległościowe[1].
- lata 50. XX w. – założono pierwsze partie polityczne, z których najsilniejsza to Ruch Wyzwolenia Narodowego Gwinei Równikowej (MONALIGE)[1].
- 1956 – Acacio Mane stanął na czele ruchu niepodległościowego la Cruzade Nacionale de Liberacion[2].
- 1958 – Acacio Mane został zamordowany przez Hiszpan[2].
- 1958 – z posiadłości hiszpańskich utworzono prowincję zamorską Gwineę Hiszpańską[1].
- 1964 – Gwinea Hiszpańska zmieniła nazwę na Hiszpański Region Równikowy[1].
- 1968 – w wyniku referendum Hiszpański Region Równikowy ogłosił niepodległość i zmienił nazwę na Gwineę Równikową[1].

## Czasy niepodległej Gwinei Równikowej
- 1968 – wybory prezydenckie wygrał Francisco Macías Nguema[1].
- 1970 – Macias Nguema zakazał działalności partyjnej i powołał Zjednoczoną Partie Ludowa (PUN)[3].
- 1972 – Macias Nguema ogłosił się dożywotnim prezydentem; doszło do ograniczenia wolności słowa[3].
- 1973 – wyspa Fernardo Po zmieniła nazwę na Bioko[1].
- 1976-1977 – przeprowadzono masowe aresztowania i egzekucje na członkach opozycji[3].
- sierpień 1979 – obalono reżim Nguemy, władzę objęła Rewolucyjna Rada Wojskowa; pucz przeprowadził podpułkownik Teodoro Obiang Nguema Mbasogo, który objął urząd prezydenta[3][1].
- lata 70. XX w. – w wyniku upadku gospodarki, nepotyzmu i terroru Gwineę Równikową opuściło ok. 1/4 ludności[1].

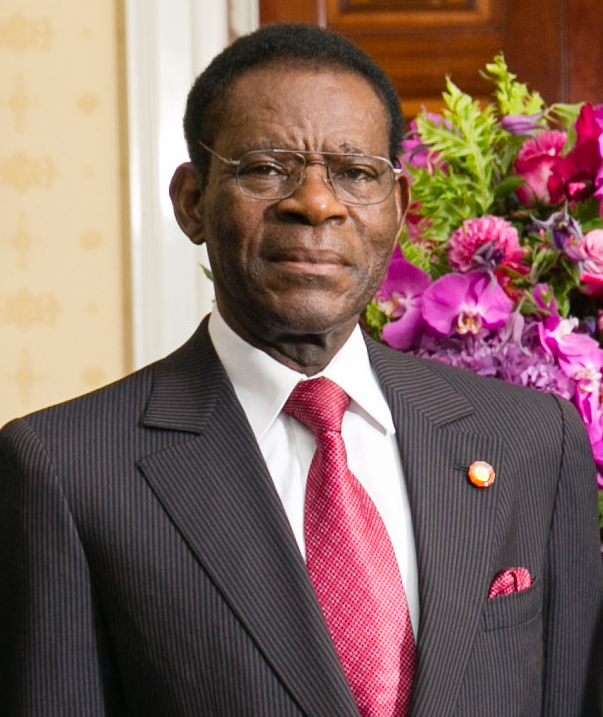
Teodoro Obiang Nguema Mbasogo

- 1981 – przeprowadzono nieudany zamach stanu na Obiang Nugemę[3].
- 1982 – Gwinea Równikowa przyjęła nową konstytucję, gen. Obiang Nguema Mbasogo został premierem i prezydentem[1].
- 1983 – przeprowadzono nieudany zamach stanu na Obiang Nugemę[3].
- 1987 – Obiang Nguema Mbasogo stanął na czele Demokratycznej Partii Gwinei Równikowej, będącej jedyną partią w państwie[1].
- 1991 – pod presją państw zachodnich wprowadzono nową konstytucję zapewniającą wolność słowa i system wielopartyjny[3].
- 1992 – w wyniku presji wywieranej przez państwa zachodnie, wprowadzono system wielopartyjny[1].
- 1993 – przeprowadzono wybory parlamentarne, które zbojkotowały partię opozycyjne po ograniczeniu ich praw wyborczych. Niezależni obserwatorzy kwestionowali ważność głosowania[1].
- 1995 – znowelizowano konstytucję[3].
- 1996 – przeprowadzono wybory prezydenckie, które wygrał Obiang Nguema Mbasogo (będący jedynym kandydatem). Niezależni obserwatorzy kwestionowali ważność głosowania[1].
- 2001 – premierem został C. Muatetema Rivas[3].
- 2002 – przeprowadzono wybory prezydenckie, które wygrał Obiang Nguema Mbasogo[3].
- 2004 – przeprowadzono wybory parlamentarne[1].
- 4 maja 2008 – wybory parlamentarne wygrała Demokratyczna Partia Gwinei Równikowej[2].
- 29 listopada 2009 – wybory prezydenckie.
- 26 maja 2013 – wybory parlamentarne wygrała Demokratyczna Partia Gwinei Równikowej[2].